# Don't Want You Back
Don't Want You Back è un singolo della cantante britannica Ellie Campbell, pubblicato ad ottobre 2000 su etichetta discografica Jive Records come terzo estratto dall'album Ellie.
Il brano è stato scritto da Pete Waterman, Mark Topham e Karl Twigg, ed è stato prodotto da questi ultimi due.

## Tracce
CD (Europa)
1. Don't Want You Back (Radio Edit) – 3:20
2. Don't Want You Back (Danja-Mouse Remix) – 2:48
3. Don't Want You Back (W.I.P. Remix – Edit) – 2:48
4. Don't Want You Back (Enhanced Video) – 4:32

CD (Australia)
1. Don't Want You Back (Radio Edit) – 3:20
2. Don't Want You Back (W.I.P. Remix) – 4:33
3. Message from Ellie – 0:17
4. Album Sampler (anteprime di You're No Good, So Many Ways e Sweet Lies)

## Classifiche
| Classifica (2001) | Posizione massima |
| ----------------- | ----------------- |
| Australia         | 44                |
| Regno Unito       | 50                |